# Ragnar Frisch
Ragnar Anton Kittil Frisch,  norveški ekonomist in nobelovec, *3. marec 1895, †31. januar 1973, 
Prejel prvo spominsko Nobelovo nagrado za ekonomske vede leta 1969 (drugi sonagrajenec je bil Jan Tinbergen). Za ekonomsko znanost je pomemben kot ustanovitelj discipline ekonometrije pa tudi kot oblikovalec izraza makroekonomika/mikroekonomika leta 1933.

## Življenjepis

### Družina in izobraževanje
Ragnar Frisch je bil rojen 3. marca 1895 v Christiania (sedaj Oslo) kot sin obrtnika, ki se je ukvarjal s srebrnino in zlatom. Njegova družina je preko 300 let ohranjala tradicijo zlatarstva na Norveškem.
Ob družinskem podjetju je na materino željo pričel s študijem na kraljevski univerzi. Leta 1919 je diplomiral, leto kasneje pa je opravil tudi mojstrski izpit in tako obrtno dovoljenje, da postane očetov družabnik v podjetju.

### Zgodnji karieri in nadaljnje izobraževanje
Leta 1921 je Frisch prejel štipendijo na univerzi, ki mu je omogočila, da preživijo tri leta študija ekonomije in matematike v Franciji in Angliji. Po vrnitvi na Norveško leta 1923 je nadaljeval svojo znanstveno dejavnost. Objavil je nekaj člankov o teorije verjetnosti, začel poučevati na Univerzi v Oslu leta 1925 in leta 1926 prejel tudi akademski naziv doktorja Dr. Philos. stopnja s tezo iz matematične statistike.
Leta 1926 je Frisch objavil tudi članek, ki predvideva smer ekonomije kot znanosti v področje teoretične in empirične kvantizacije po poteh predvsem fizike, pa tudi drugih znanosti. Istega leta izda tudi članek "Sur un problème d 'économie pure", kjer ponudi znanstveni javnosti tudi prve teoretične aksiome glede kardinalne in ordinalne koristnosti.  Frisch začne tudi predavati teorijo produkcije, pri tem pa uvaja tudi matematiko.
Frisch je prejel tudi štipendijo iz fundacije Rockefeller za obisk ZDA leta 1927. Napisal je znanstveno delo, ki analizira vlogo investicij pri razlagi ekonomskih tokov. Delo je postalo zelo pomembno, saj je ponujalo nove napredne metode izračunov.

### Kasnejša kariera
Med leti 1927-1929 je Frisch ponovno uspešno objavljal odkritja, ob tem je pokopal očeta in najel draguljarja, ki je prevzel pokojnikovo dejavnost. Leta 1928 je imenovan za izrednega profesorja statistike in ekonomije na Univerzi v Oslu. Med 1927 in 1928 je Frisch objavil serijo člankov na statistiko časovne vrste. Leta 1929 je izdal svoj prvi pomembni esej o ekonometrični metodologiji, "Korelacije in razkropljenost v statističnih spremenljivkah", , temu je  sledila v istem letu še "Statika in dinamika v ekonomski teoriji", ki je uvedla dinamiko v ekonomsko analizo.
Frisch je postal redni profesor na univerzi leta 1931. Prav tako je ustanovil na univerzi od Rockefellerja financiran univerzitetni Inštitut za ekonomijo leta 1932 in postal njegov direktor raziskav.
Ragnar Frisch postane prvi prejemnik Nobelove spominske nagrade za ekonomske vede leta 1969 (prejel jo je skupaj Jan Tinbergen), "ker je razvil posebne dinamične modele in jih uporabil pri analiziranju gospodarskih tokov".
Med okupacijo Norveška s strani Nemčije je bil Frisch zaprt v koncentracijsko taborišče Bredtveit od 17. oktobra 1943, nato pa v Berg od 22. novembra 1943, na koncu pa je prebil v Priporno taborišče Grini od 9. decembra 1943 do 8. oktobra 1944.

## Družina
Frisch  se je poročil z Marie Smedal leta 1920, dobila sta hčer Ragna. Njegova vnukinja Nadia Hasnaoui (Ragnin otrok), je postala norveška televizijska izvajalka. Po ženini smrti leta 1952 se je vdovec ponovno poročil leta 1953 s prijateljico z otroštva Astrid Johannessen, ki je umrla leta 1980.

## Delo
Frisch je bil eden od ustanoviteljev ekonomije kot moderne znanosti. Naredil je številne napredne korake na področju ekonomije in skoval številne nove besede, vključno z ekonometrijo in makroekonomijo. 
V ekonometriji je delal na časovnih vrstah (1927) in linearni regresijski analizi (1934). Z Friderikom V. Waughom je predstavil teorem Frisch–Waugh (Econometrica 1933) (včasih naveden tudi kot Frisch–Waugh–Lovell trikotnik). V oligopolni teorijo je razvil hipotetično spremembo pristopa. Frisch je tudi zaslužen za izraz "model" v sodobnem gospodarskem smislu po predavanju Paula Samuelsona iz leta 1930 .
Bil je eden od ustanoviteljev Ekonometrične družbe in urednik Econometrica za več kot dvajset let. Frisch medalja, tako imenovana v njegovo čast, je podana na vsaki dve leti za najboljše znanstveno delo objavljeno v Econometrici v prejšnjih petih letih.